# Lesli Kay
Lesli Kay Pushkin  est une ancienne  actrice américaine.

## Biographie
Elle débute à la télévision à l'âge de 12 ans. À 15 ans elle déménage à New York. Elle commence à travailler pour MTV au jeu la roue de la fortune.

## Filmographie

### Cinéma
- 1999 : Forbidden Games d'Edward Holzman : Shannon Douglas

### Télévision
| Année                | Titre                                 | Caractère                         | Notes                                                                              |
| -------------------- | ------------------------------------- | --------------------------------- | ---------------------------------------------------------------------------------- |
| 1991                 | Hunter                                | Colleen                           | Guest; Épisode All That Glitters                                                   |
| 1993                 | Counterstrike                         | Frenchie's Secretary              | Guest; Épisode French Twist (as Leslie Kay Sterling)                               |
| 1995                 | Nowhere Man                           | Tina                              | Guest; Episode "You Really Got a Hold On Me" (as Leslie Kay Sterling)              |
| 1996                 | Hot Line                              | Samantha                          | Guest; Episode "The Gardener" (as Leslie Kay Sterling)                             |
| 1996                 | High Tide                             | Agent Robin Foster                | Guest; Episode "Mission Improbable" (as Leslie Kay Sterling)                       |
| 1996–1997            | Flic de mon cœur (en) (The Big Easy)  | Sophie / Nurse                    | Guest; Episodes "The Love Doctor" and "Driving Ms. Money" (as Leslie Kay Sterling) |
| 1997                 | Women: Stories of Passion             | n/a                               | Guest; Episode "Table Service" (as Leslie Kay Sterling)                            |
| 1997–2004, 2009–2010 | As the World Turns                    | Molly Conlan                      | Series regular: 1997–2004 Recurring star: 2009–2010                                |
| 2003                 | New York, police judiciaire           | Amanda Taylor                     | Guest; Épisode Maritime                                                            |
| 2004–2005            | Hôpital central                       | Lois Cerullo                      | Series regular                                                                     |
| 2005                 | Les Experts : Manhattan               | Tanya Daville                     | Guest; Épisode Zoo York                                                            |
| 2005–2014            | Amour gloire et beauté                | Felicia Forrester                 | Series regular: 2005–2009 Recurring star: 2010–2014                                |
| 2008                 | Les Feux de l'amour                   | Felicia Forrester                 | Recurring star                                                                     |
| 2009                 | Ghost Whisperer                       | Suzanne Zale / Celeste Barrington | Guest; Épisode Stage Fright                                                        |
| 2009                 | Raising the Bar : Justice à Manhattan | Massage Complainant               | Guest; Épisode Happy Ending                                                        |
| 2009–2010            | Venice: The Series                    | Tracy Lansing                     | Series regular: Season 1                                                           |
| 2010                 | The Bay                               | Belinda Madison                   | Series regular: Season 1                                                           |
| 2013                 | The Good Mother                       |                                   | Lifetime TV TV movie                                                               |
| 2018                 | Marions-nous à Noël !                 | Jane                              |                                                                                    |